# Фруктина, Любовь Терентьевна
Любо́вь Тере́нтьевна Фру́ктина (6 июля 1929 — 17 февраля 2012, Москва) — советская и российская театральная актриса.

## Биография
Любовь Фруктина родилась 6 июля 1929 года. Окончила ГИТИС (курс И. М. Туманова). После окончания института она несколько сезонов была солисткой театра Московской оперетты. С 1964 года до конца жизни играла в Московском театре Сатиры.
Умерла 17 февраля 2012 года.

## Творчество

### Работы в театре
- «Воительница» — кума
- «Как пришить старушку» — страховой агент
- "Малыш и Карлсон"

### Фильмография
1. 1971 — Терем-теремок — кондуктор
2. 1973 — Безумный день, или Женитьба Фигаро — эпизод
3. 1989 — Самоубийца — соседка
4. 1991 — Тёмные аллеи
5. 2000 — Нам — 75! — страховой агент[1]

### Радиопостановки
- 1981 — «Дон Жуан» — Марсела[2]
- «Воительница» (Н. С. Лесков) — кума[3]